# Stella by Starlight
Stella by Starlight ist eine Komposition von Victor Young, entstanden 1944 als Titelmelodie für den Film Der unheimliche Gast (The Uninvited).

## Geschichte
Der Song ist ein „harmonisch reiches, beinahe impressionistisches Stück“ und erinnert von seiner rhapsodischen Art her an Sergei Rachmaninow. Die in G-Dur angelegte Komposition hat einen deutlichen Dur-Charakter. Der strukturelle Aufbau ist mit seiner 32-taktigen A1-B-C-A2-Form ungewöhnlich, wobei der A2-Teil sehr eigenständige Züge trägt. 
Der Song war zunächst ein reines Instrumentalstück. Ned Washington schrieb 1946 den Songtext; dabei übernahm er den ursprünglichen Titel in den Text, was seine ungewöhnliche Platzierung erklärt; der Titel erscheint erst nach drei Viertel des Songs. Die im Mai 1947 entstandene Aufnahme von dem Trompeter Harry James und seinem Orchester erreichte # 21 der damaligen Popcharts. Zwei Monate später wurde „Stella By Starlight“ von Frank Sinatra aufgenommen; seine Version gelangte ebenfalls auf Position 21.
Stella by Starlight wurde zu einem der erfolgreichsten Standards der populären Musik wie des Jazz gleichermaßen; bei jazzstandards.com gilt es als der zehnthäufigst eingespielte Standard. Im Jazz spielte Charlie Parker im Januar 1952 bei seinen Verve Sessions als erster den Song, kurz danach folgte ihm Stan Getz (Dezember 1952), dann gab es eine Pianoversion von Bud Powell und eine Bigband-Einspielung von Stan Kentons Orchester. Später nahm Miles Davis das Stück mehrmals auf; bei seinen Plugged Nickel-Sessions 1965 in Chicago spielte er es in abstrakter Form. Auch John Abercrombie, Dexter Gordon, Bill Evans, Jim Hall, Keith Jarrett, Joe Pass, Art Pepper, Joe Lovano und viele andere nahmen instrumentale Versionen von Stella auf; Vokalversionen stammen u. a. von Chet Baker, Ella Fitzgerald, Dick Haymes, Ray Charles und Tony Bennett.